# Лептоспироза
Лептоспироза (лат. leptospirosis) је акутна инфективна бактеријска болест која припада групи зооноза, јер од ње обољевају и људи и животиње. Узрочник су бактерије из рода Leptospira, а природни резервоар и извор инфекције су глодари (пацови, мишеви, волухарице), домаће животиње (пас, говече, свиња, коњ) и дивље животиње (шакал, лисица, слепи миш).
Инфициране животиње излучују мокраћом бактерије у спољну средину, одакле се човек инфицира преко повреда на кожи или преко слузокоже носа, уста и очију. Из тих разлога се лептоспироза често убраја у професионална обољења људи који раде на пиринчаним пољима, месара, фармера, риболоваца, ветеринара и др.
Извор инфекције може бити и земља, блато или контаминирана вода, док је интерхумани пренос изузетно редак.

## Клиничка слика
Након инкубације од 7-14 дана, болест протиче кроз две фазе.
Прва фаза болести је тзв. септикемична фаза. Траје 4-9 дана и карактерише се наглим почетком болести у виду грознице, језе, температуре септичног типа, главобоље и болова у мишићима. Болови у мишићима листова и слабина су веома патогномонични, односно представљају значајне показатеље да се ради о овој болести. Присутна је често анорексија и повраћање. Могу да се јаве и знакови оштећења јетре, централног нервног система, бубрега, плућа, гастроинтестиналног тракта итд. На крају ове фазе јавља се брз пад температуре и настаје краткотрајан асимптоматски период од 1-3 дана.
Поновни пораст температуре означава другу (имуну) фазу, у којој се јављају специфична антитела, а бактерије нестају из крви и ликвора.
Код неких болесника лептоспироза се може развити у озбиљно обољење. Вејлова болест је тежак облик лептоспирозне инфекције код кога се, поред тешких токсемичних симптома, јављају знаци инсуфицијенције јетре и бубрега. Поред тога, присутна је жутица, увећање јетре, епистакса (крварења из носа), хемоптизија (искашљавање крви), хематемеза (повраћање крви), мелена (крв у столици), хематурија (крв у мокраћи) и бројни други симптоми. Она се у 16% случајева завршава смртним исходом.

## Дијагноза
Дијагноза се поставља на основу клиничке слике (симптома), крвне слике и потврђује се изолацијом лептоспира из крви, ликвора и урина.

## Лечење
Оболелим код којих се јављају озбиљне компликације потребно је болничко лечење, а тежи облик лептоспирозе може бити фаталан. Лечење је комплексно и захтева тимски рад инфектолога, нефролога, пулмолога и кардиолога. Терапија се спроводи антибиотицима (пеницилин или доксициклин) и најбоље резултате даје у почетним стадијумима болести (ако се она открије на време).
Опоравак може бити веома спор. Симптоми могу потрајати неколико месеци, а код неких пацијената се задржава стална главобоља и депресија. Понекад се бактерија задржава у очима и тада изазива хроничне упале.